# Suseł reliktowy
Suseł reliktowy (Spermophilus relictus) – gryzoń z rodziny wiewiórkowatych, zamieszkujący tereny w zachodniej części Tienszan w Kirgistanie i w południowo-wschodnim Kazachstanie oraz w Uzbekistanie na wysokościach 500 do 3200 m n.p.m. Zakres występowanie tego gatunku jest allopatyczny w stosunku do susła tienszańskiego, który zamieszkuje tereny we wschodniej części Tienszan.